# Медник темний
Ме́дник темний (Caligavis obscura) — вид горобцеподібних птахів родини медолюбових (Meliphagidae). Ендемік Нової Гвінеї.

## Поширення і екологія
Темні медники мешкають на Новій Гвінеї, зокрема на півострові Чендравасіх. Вони живуть у вологих рівнинних і гірських тропічних лісах та в садах.